# Edmund Nartowicz

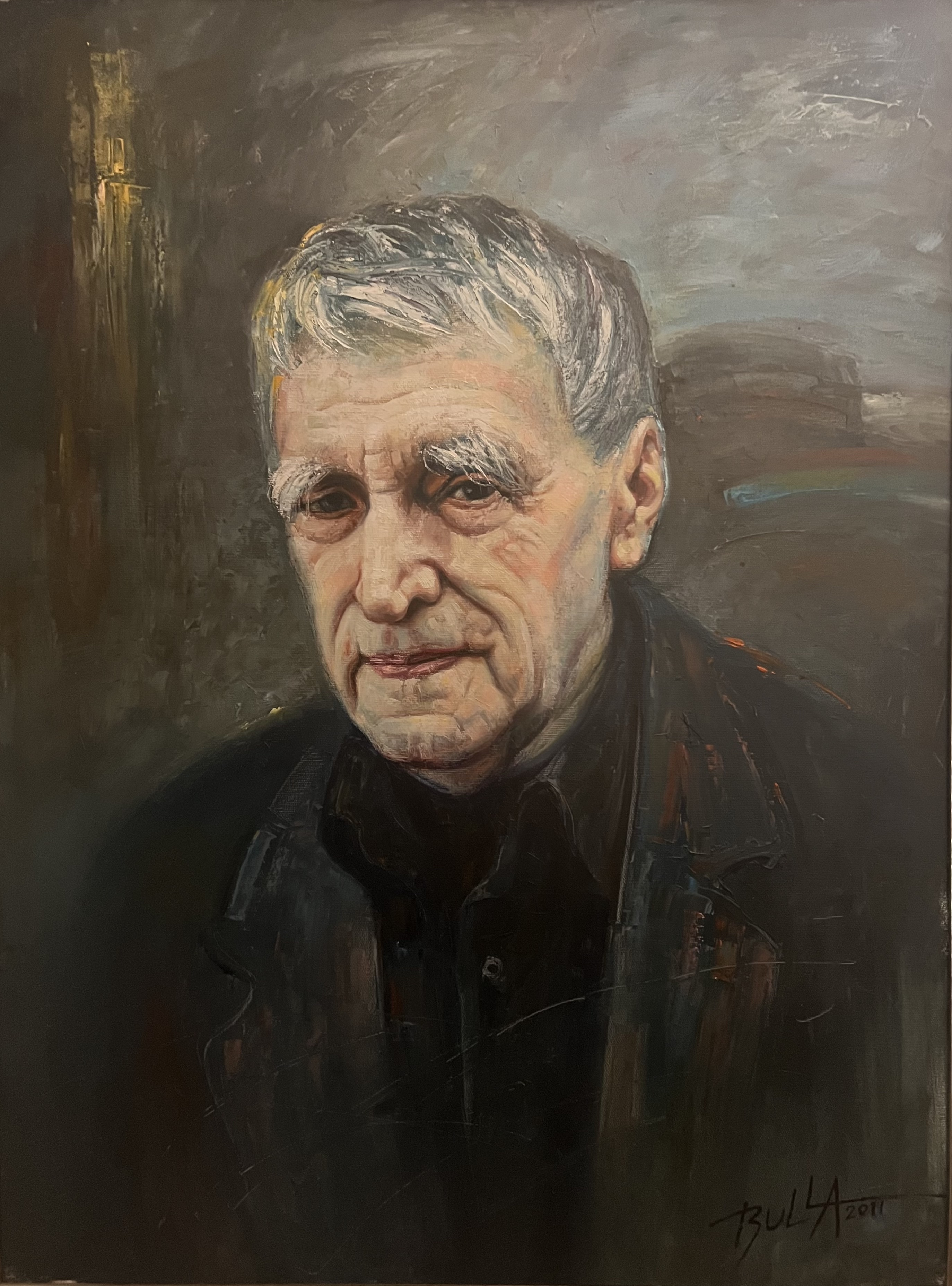
Portret Edmunda Nartowicza pędzla Ignacego Bulli.

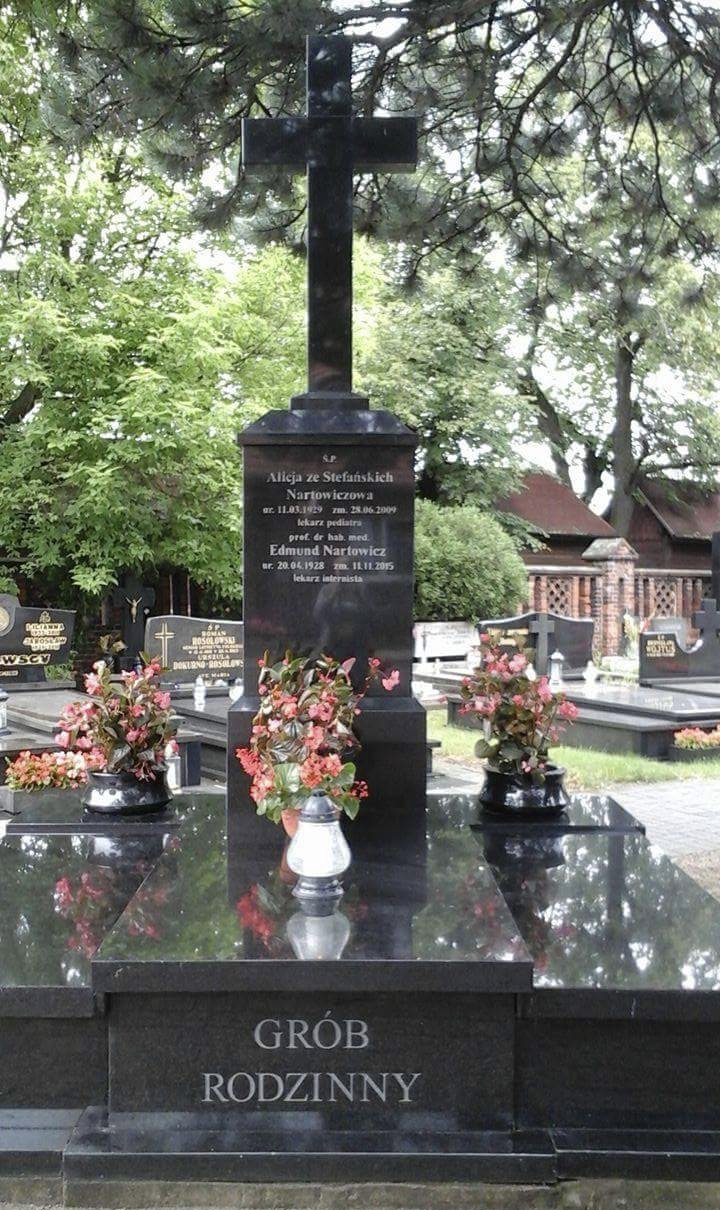
Grób Edmunda Nartowicza na Cmentarzu Nowofarnym w Bydgoszczy (2016)

Edmund Nartowicz (ur. 20 kwietnia 1928 r. w Białohrudzie, zm. 11 listopada 2015 r. w Bydgoszczy) – polski lekarz internista, profesor nauk medycznych, współzałożyciel Akademii Medycznej w Bydgoszczy.

## Życiorys
Urodził się w Białohrudzie, w województwie nowogródzkim jako syn Władysława i Zuzanny z d. Jakubowskiej. W latach 1939–1941 (okupacja sowiecka) uczęszczał do szkoły w Lidzie. W latach 1941–1944 (okupacja niemiecka) pobierał nauki na tajnych kompletach pracując jednocześnie w gospodarstwie rolnym. W 1945 r. przyjechał na Wybrzeże, gdzie kontynuował edukację utrzymując się z pracy w porcie. Świadectwo dojrzałości otrzymał w Prywatnym Liceum Męskim OO. Jezuitów w Gdyni-Orłowie 16 czerwca 1947 r.
W 1947 r. rozpoczął studia na Wydziale Lekarskim Akademii Medycznej w Gdańsku, gdzie w 1952 r. uzyskał dyplom. W latach 1951–1952 był asystentem w Zakładzie Farmakologii Akademii Medycznej w Gdańsku. W 1953 r. przeniósł się do Bydgoszczy, gdzie do 1959 r. pracował jako asystent w II Oddziale Chorób Wewnętrznych Szpitala Wojewódzkiego. Od 1957 do 1967 r. był asystentem dydaktycznym w II Zakładzie Chorób Wewnętrznych Studium Doskonalenia Lekarzy bydgoskiego Oddziału Akademii Medycznej w Warszawie. W latach 1959–1975 pełnił funkcję ordynatora III Oddziału Chorób Wewnętrznych Szpitala Wojewódzkiego w Bydgoszczy. W 1966 r. uzyskał stopień doktora nauk medycznych w Akademii Medycznej w Gdańsku na podstawie pracy pt. Nadciśnienie tętnicze krwi w skrobiawicy nerek, a w 1977 r. habilitował się rozprawą pt. Zawartość Na, K, Mg i H₂O w erytrocytach i mięśniach chorych z przewlekłą kwasicą oddechową. Po utworzeniu w Bydgoszczy filii gdańskiej Akademii Medycznej, został kierownikiem II Kliniki Chorób Wewnętrznych (1975–1984), a kiedy w 1984 r. powstała w Bydgoszczy samodzielna Akademia Medyczna, objął stanowisko kierownika Katedry i Kliniki Kardiologii i Chorób Wewnętrznych, na którym pozostał do odejścia na emeryturę w 2000 r. Od 1990 r. profesor nadzwyczajny, tytuł naukowy profesora otrzymał w 1996 r., a w 1998 r. przyznano mu stanowisko profesora zwyczajnego w Akademii Medycznej im. Ludwika Rydygiera w Bydgoszczy (obecnie Collegium Medicum im. Ludwika Rydygiera w Bydgoszczy Uniwersytetu Mikołaja Kopernika w Toruniu). 
Był jednym z pierwszych, którzy zajęli się problemami kardiologicznymi u chorych z niewydolnością nerek. Dzięki niemu Bydgoszcz dołączyła do czołówki ośrodków kardiologicznych i nefrologicznych w Polsce. W 1972 r. w wydzielonych salach III Oddziału Chorób Wewnętrznych Szpitala Wojewódzkiego w Bydgoszczy zorganizował, pierwszy w regionie, Oddział Intensywnego Nadzoru Kardiologicznego i pracownię wszczepiania kardiostymulatorów. W tym samym czasie stworzył system konsultacji telefonicznych z przesyłaniem wykresów EKG z domu pacjenta. Zapoczątkował leczenie nerkozastępcze, tworząc przy Oddziale, jedyną w regionie kujawsko-pomorskim, naówczas największą w kraju stację dializ. Jako kierownik Kliniki zabiegał o rozwój kardiologii. Wykonywanie pełnej, nieinwazyjnej diagnostyki kardiologicznej było możliwe w 1986 r. dzięki nowej aparaturze. W 1996 r., dzięki jego staraniom, powstała Pracownia Kardiologii Inwazyjnej, która obsługiwała cały region, ówczesne województwa: bydgoskie, toruńskie i włocławskie. W 2000 r., kiedy przechodził na emeryturę, w pracowni wykonano w okresie 12 miesięcy 1253 koronarografii. Stacja dializ i Pracownia Kardiologii Inwazyjnej otworzyły możliwość powstania klinik transplantologii i kardiochirurgii w Szpitalu Uniwersyteckim im. dr. A. Jurasza.
Pod jego opieką 56 lekarzy uzyskało specjalizację II stopnia z zakresu chorób wewnętrznych. Wypromował 14 doktorów nauk medycznych. Był autorem i współautorem 225 publikacji krajowych i zagranicznych oraz około 400 doniesień zjazdowych. Członek Komisji Nefrologicznej Komitetu Patofizjologii Klinicznej Wydziału VI Nauk Medycznych PAN. Uczestniczył w pracach wydawniczych czasopism naukowych będąc członkiem Rady Naukowej „Polskiego Archiwum Medycyny Wewnętrznej” oraz komitetów redakcyjnych m.in. „Nefrologii i Dializoterapii Polskiej” oraz „Nefrologii i Nadciśnienia Tętniczego”. Wieloletni konsultant wojewódzki i regionalny z chorób wewnętrznych, kardiologii i nefrologii. Brał udział w licznych międzynarodowych programach naukowych. Zorganizował trzy zjazdy ogólnopolskie Polskiego Towarzystwa Kardiologicznego i jeden Polskiego Towarzystwa Nefrologicznego.
Pozostawał aktywny zawodowo jako nauczyciel akademicki niemal do końca życia.

## Życie prywatne
Żonaty z Alicją ze Stefańskich, córką ziemianina Adama Stefańskiego i Janiny ze Stogów, wieloletnią  ordynator Oddziału Niemowlęcego Wojewódzkiego Szpitala Dziecięcego w Bydgoszczy, prekursorką kardiologii dziecięcej w Bydgoszczy. Miał dwoje dzieci: córkę Małgorzatę Nartowicz-Słoniewską - kardiologa, dr. n. med. i syna Łukasza. Był teściem prof. dr. hab. Pawła Słoniewskiego, neurochirurga, oraz Kamilli Nartowicz, prawnuczki Jana Maciaszka.  

## Członkostwo w towarzystwach naukowych
- Towarzystwo Internistów Polskich (Członek Honorowy[11] (1998), w latach 1967–1988 Przewodniczący Oddziału Bydgosko-Toruńskiego);
- Polskie Towarzystwo Kardiologiczne (od 1976 r., Członek Zarządu Głównego w latach 1980–1992[12], organizator i Przewodniczący Oddziału Bydgoskiego w latach 1992-2005);
- Polskie Towarzystwo Nefrologiczne (współzałożyciel[13], Członek Honorowy[14]);
- Polskie Towarzystwo Udaru Mózgu (Członek Honorowy);
- Polskie Towarzystwo Lekarskie (od 1953 r.);
- Polskie Towarzystwo Nadciśnienia Tętniczego (od 1988 r.);
- Europejskie Towarzystwo Nefrologiczne (od 1983 r.);
- Europejskie Towarzystwo Kardiologiczne;
- Bydgoskie Towarzystwo Naukowe;
- Stowarzyszenie Lekarzy w Nowym Jorku (Członek Honorowy);

## Nagrody i odznaczenia
- Medal KEN (1998)[15];
- Złoty Krzyż Zasługi;
- Srebrny Krzyż Zasługi;
- Krzyż Oficerski[16] i Kawalerski Orderu Odrodzenia Polski (1998);
- Bene Meritus Polskiego Towarzystwa Lekarskiego (2003);
- Gloria Medicinae Polskiego Towarzystwa Lekarskiego (2006)[17];
- Medal Societas Medicinae Internae Polona;
- Medal Prezydenta Miasta Bydgoszczy (2014)[18];
- Umieszczony w „Złotej Księdze Nauki Polskiej 2000. Naukowcy przełomu wieków”[19].

## Wybrane publikacje
- Effect of Amiodarone on Mortality after Myocardial Infarction: A Double-Blind, Placebo-Controlled. Pilot Study, „Journal of the American College of Cardiology” 1992, Nov. 1, 20(5), s. 1056-1062;
- Krwotoczne powikłania leczenia streptokinazą świeżego zawału serca, „Kardiologia Polska” 1991, t. 34, nr 2, s. 80-86;
- Magnez, potas i sód w osoczu i erytrocytach w świeżym zawale serca, „Kardiologia Polska” 1993, 39, s. 263-266;
- Niewydolność krążenia i zaburzenia rytmu serca a magnez, potas i sód w osoczu i erytrocytach, „Kardiologia Polska” 1993, 38, s. 417-420;
- Ocena wyników leczenia wstrząsu zawałowego dożylnym wlewem streptokinazy, „Polskie Archiwum Medycyny Wewnętrznej” 1993, t. 89, nr 4, s. 342-348;
- Pękniecie wolnej ściany lewej komory jako przyczyna śmierci w świeżym zawale serca, „Kardiologia Polska” 1981, t. 24, nr 3, s. 215-219;
- Wpływ leczenia wazodilatatorami przewlekłej niewydolności krążenia na niektóre parametry polikardiograficzne, „Kardiologia Polska” 1983, t. 26, nr 7, s. 565-570;
- Zaburzenia rytmu serca w świeżym zawale mięśnia sercowego leczonym nitrogliceryną, „Polski Tygodnik Lekarski” 1982, R. 37, nr 16, s. 445-447;
- Zawartość Na, K, Mg i H₂O w erytrocytach i mięśniach chorych z przewlekłą kwasicą oddechową, PWN – BTN, Poznań 1986;